# Richard Sears
Pour les articles homonymes, voir Richard Sears (homonymie).
Richard Dudley "Dick" Sears (né le 16 octobre 1861 à Boston et décédé le 8 avril 1943 dans la même ville) est un joueur de tennis américain, l'un des pionniers de l'histoire de ce sport.

## Biographie
Il a remporté au cours de sa carrière l'US Open à 7 reprises en simple (de 1881 à 1887) et à 6 reprises en double messieurs (de 1882 à 1887).

Il est membre du International Tennis Hall of Fame depuis 1955.
Il est le cousin d'Eleonora Sears.